# Cruz do Valor Militar
A Cruz do Valor Militar (em francês: Croix de la Valeur militaire) é uma condecoração militar francesa criada em 11 de abril de 1956. É agraciada por coragem e iniciativa durante campanhas e operações de segurança contra forças inimigas armadas.
Destina-se a premiar civis e militares vinculados ao Ministério das Forças Armadas e, desde 2011, unidades que tenham realizado uma ou mais ações brilhantes em operações externas. Também pode ser concedida a civis e militares estrangeiros e a unidades estrangeiras que tenham realizado uma ação brilhante durante uma missão ao lado de soldados franceses.

## História
A Cruz do Valor Militar foi estabelecida para reconhecer e recompensar a coragem durante a Guerra da Argélia (1954-1962), onde as forças de segurança da França estavam engajada com operações nem sempre associadas à guerra tradicional. Como as operações ocorridas na Argélia eram qualificadas como "operações de aplicação da lei", não foi possível premiar a Croix de guerre. Decidiu-se criar uma nova condecoração para premiar as ações brilhantes de civis e militares nessa nova situação de combate a um inimigo com o qual tecnicamente a França não estava em guerra.

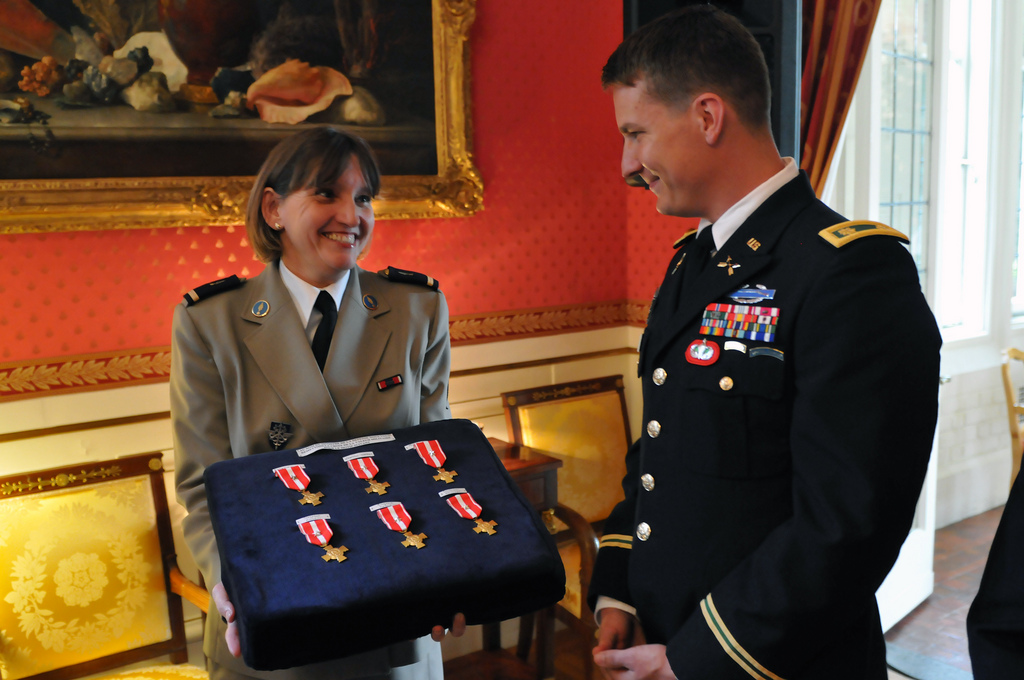
Cerimônia de entrega de medalhas da Cruz do Valor Militar na residência do Embaixador da França nos Estados Unidos em Washington D.C., 25 de julho de 2015.

Em 11 de abril de 1956, por decreto, foi criada a Medalha do Valor Militar, que seis meses depois foi transformada em Cruz do Valor Militar. Por decisão de 30 de abril de 1956, pôde ser concedida por operações na Tunísia, desde 1º de janeiro de 1952, no Marrocos desde 1º de junho de 1953, e na Argélia desde 31 de outubro de 1954. Uma nova decisão de 13 de fevereiro de 1957, acrescentou as operações na Mauritânia desde 10 de janeiro de 1957. Novos textos põem termo à atribuição da Cruz do Valor Militar nestes territórios.
Desde então, novas decisões foram tomadas para estender a atribuição desta condecoração a outros territórios onde o exército francês realizou operações exteriores. A partir do final da descolonização, a Cruz do Valor Militar foi atribuída para premiar ações brilhantes “fora do território nacional, durante ou por ocasião de missões ou operações externas” e doravante no território nacional, as citações obtidas seriam usadas na fita da Medalha de Ouro da Defesa Nacional; sendo a Cruz do Valor Militar atribuída às tropas no Chade, Camboja, Líbano, Somália, Ruanda, ex-Iugoslávia e Haiti. Atualmente, foi concedida por operações no Afeganistão e no Sahel em particular. Em 2010, ela foi atribuída em 1.281 citações com a Cruz do Valor Militar.
Ao contrário da Cruz de Guerra, não se destinava a ser concedido a unidades porque o Decreto nº 56-1048 especificou que a:
"Cruz chamada do Valor Militar [é] destinada a distinguir individualmente o pessoal da defesa, civis e militares, que tenham realizado uma ação brilhante, fora do território nacional, durante ou por ocasião de missões ou operações exteriores."
Este decreto foi, portanto, alterado em 2011 pelo decreto nº 2011-1466 por iniciativa de Nicolas Sarkozy, no qual pretendia recompensar as unidades que se destacaram nas operações exteriores. Sua antiguidade situa-se depois das ordens nacionais e da Medalha Militar e antes das medalhas comemorativas. Uma unidade citada na ordem do exército duas vezes ou mais recebe uma fourragère.
A Associação Nacional das Cruzes de Guerra e do Valor Militar, fundada em 1919 pelo Vice-Almirante Émile Guépratte, integra também militares e ex-soldados, de todas as patentes e proveniências, condecorados com a Cruz do Valor Militar, bem como as unidades militares das três forças (Terra, Ar e Mar) e a Gendarmaria Nacional, cujas bandeiras, galhardetes ou estandartes são condecorados com a Cruz do Valor Militar. Assim como seus camaradas, várias mulheres - suboficiais ou tropa - foram homenageadas com essa condecoração. Por outro lado, a primeira "oficial feminina", da arma de artilharia, a recebeu em 31 de janeiro de 2013: trata-se de uma tenente do 40º Regimento de Artilharia.

## Características

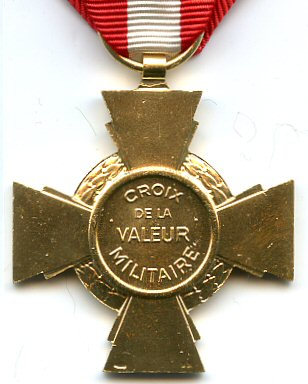
Reverso.

A Cruz do Valor Militar é uma cruz de bronze 36mm de diâmetro com braços retos idênticos em um medalhão com louros nos ângulos. No anverso está a efígie da República com uma coroa de louros e no reverso a inscrição "Cruz do Valor Militar". A fita é vermelha barrada com três faixas brancas verticais, sendo a do meio com 7mm de largura e as outras duas com 2mm a 1mm de cada borda. Nela são usadas tantas estrelas ou palmas quanto as citações recebidas. Nos modelos de teste, a forma era de uma medalha e Marianne usava um capacete, e em uma das sugestões usava um capacete M1 moderno e olhava em diagonal para a frente.
Assim como as Cruzes de Guerra e a Medalha da Gendarmaria Nacional, a fita da medalha pode receber atributos que expressam citações: respectivamente uma estrela de bronze para uma citação na ordem do regimento ou da brigada, uma estrela de prata para uma citação na ordem da divisão, uma vermeil para o corpo de exército e uma palma de bronze para uma citação na ordem do exército.

## Agraciados famosos
Em parênteses: número da condecoração da Cruz do Valor Militar com citação.
- Jacques Allard, general de exército. (2)
- René Babonneau, coronel da Legião Estrangeira Francesa[13]. (1)
- Paul Barril, capitão do GIGN. (1)Predefinição:Refsou
- Arnaud Beltrame, coronel da Gendarmaria[14]
- Marcel Bigeard, general de corpo de exército[15]. (4)
- Élisabeth Boselli, capitão da Força Aérea (1)[16].
- Guy Brossollet, tenente-coronel, autor e ensaísta[17]
- Michel Bur, historiador, arqueólogo, professor titular[18]
- Maurice Challe, general da Força Aérea[19]. (1)
- Pierre Chateau-Jobert, coronel. (4)Predefinição:Refsou
- Jacques Chirac, ex-Presidente da França[20]
- Hubert Clément, adjudant-chef da Gendarmaria. (2)Predefinição:Refsou
- Jacques Collombet, general de divisão. (1)Predefinição:Refsou
- Bruno Dary, general de exército. (3)[21]
- Roger Degueldre, tenente da Legião Estrangeira Francesa[22]. (4)
- Maurice Faivre, general de brigada[23]. (1)
- Roger Faulques, chef de bataillon da Legião Estrangeira Francesa[24]. (3)
- Denis Favier, general de exército[25]. (2)
- Jean Gilles, general. (3)Predefinição:Refsou
- Hervé Gobilliard, general de exército Predefinição:Refsou
- Roger Holeindre, soldado[26]. (2)
- Jean-Pierre Jaussaud (1937-2021), piloto de carro. (1)
- Pierre Paul Jeanpierre, tenente-coronel da Legião Estrangeira Francesa[27]. (5)
- Edmond Jouhaud, general da Força Aérea. (1)
- Jean-Marie Le Pen, tenente da Legião Estrangeira Francesa. (1)[28]
- Alain Maillard de La Morandais, tenente[29]. (1)
- Jacques Massu, general de exército e Compagnon de la Libération[30]. (2)
- Jacques Mesrine, soldado de Predefinição:2e[31]
- Gérard Monnier (historien), historiador e soldado. (1)Predefinição:Refsou
- François d'Orléans, segundo tenente[32]. (1)
- Henri d'Orléans, capitão[33]. (1)
- Thierry Orosco, general de brigada[34]. (1)
- Petr Pavel, Presidente da República Tcheca[35]
- Thierry Prungnaud, adjudant-chef do GIGN. (1)Predefinição:Refsou
- Raoul Salan, general de exército[36]. (1)
- André Salvat, coronel e compagnon de la Libération[37]. (1)
- René Sentenac, sergent-chef[38]. (1)
- François Sureau, membro da Academia Francesa[39]. (1)
- Didier Tauzin, general de divisão do Exército Francês[40]. (3)
- Jean-Robert Thomazo, coronel[41]. (1)

## Unidades condecoradas com afourragèrenas cores da Cruz do Valor Militar

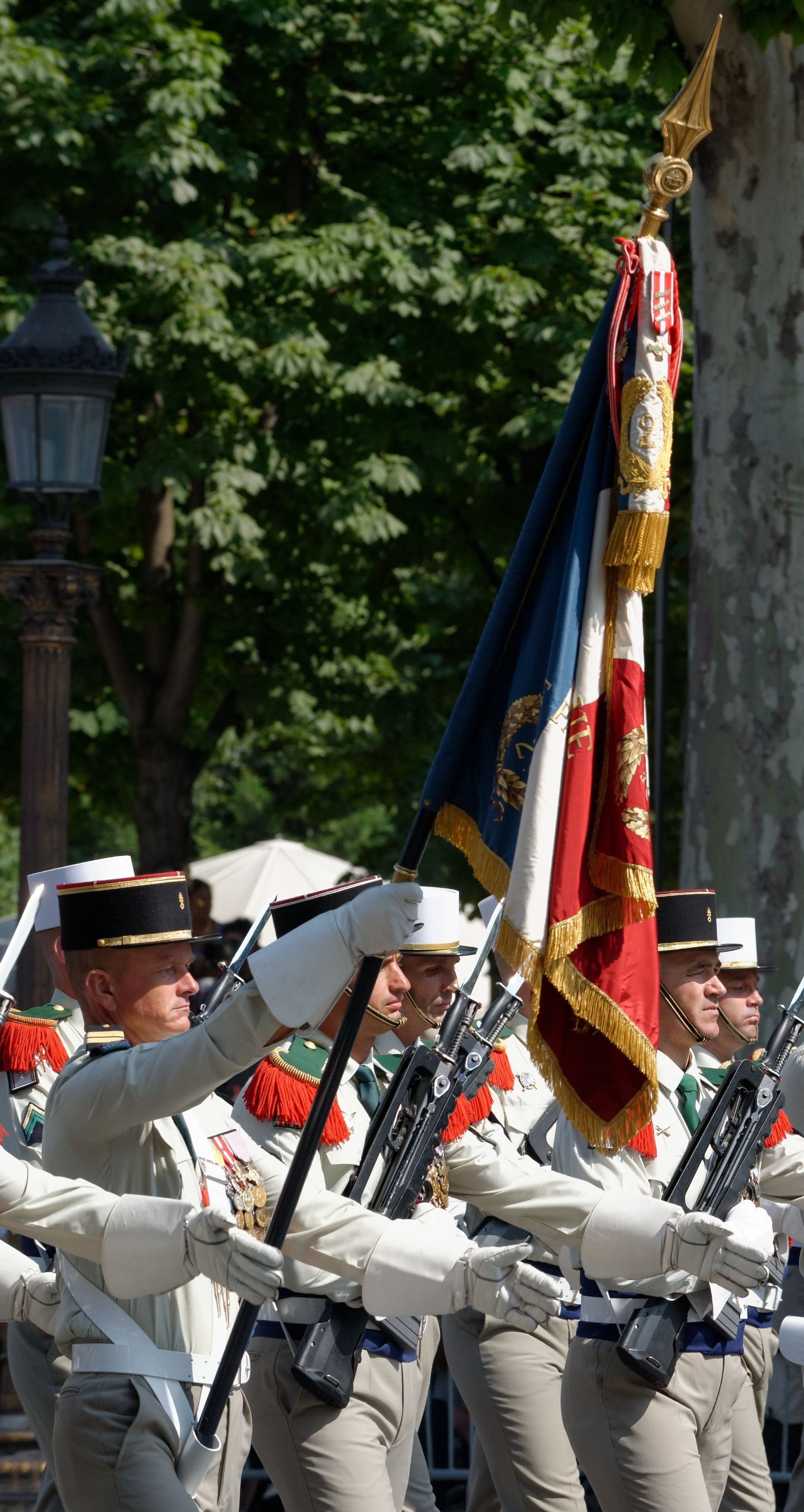
Cruz do Valor Militar com três palmas no estandarte do 2º Regimento Estrangeiro de Paraquedistas da Legião Estrangeira Francesa.

### História e descrição
Desde 2011, as unidades podem agora ser condecoradas coletivamente com a Cruz do Valor Militar, uma recompensa anteriormente concedida apenas individualmente aos soldados.
Quando uma unidade tiver sido condecorada duas ou três vezes com a Cruz do Valor Militar com palma, ou seja, citação na ordem do exército, e esta para o mesmo teatro de operações, tem o direito de usar o fourragère nas cores da Cruz do Valor Militar. Esta fourragère pode ainda apresentar uma azeitona para distinguir as unidades mais condecoradas:
- 2 ou 3 citações, sem azeitona;
- 4 ou 5 citações, uma azeitona nas cores da fita da Medalha Militar;
- 6 ou 7 citações, uma azeitona nas cores da fita da Medalha Militar (parte inferior) e da Legião de Honra (parte superior);
- 8 ou 9 citações, uma azeitona na cor da fita da Legião de Honra;
- 10 citações, uma azeitona nas cores da fita da Medalha Militar (parte inferior) e da Legião de Honra (parte superior) separados por uma borda branca.

O primeiro regimento condecorado com a fourragère da Cruz do Valor Militar é o 17e RGP, em 16 de abril de 2012.
Em 30 de abril de 2016, o 2e REP foi o primeiro e único regimento do Exército a receber a Fourragère da Cruz do Valor Militar, com azeitona amarela nas cores da Medalha Militar, por conta de suas 4 citações na ordem do exército obtidas em Kolwezi em 1978, no Afeganistão em 2010 e 2011 e no Mali em 2013. A 23 de maio de 2018, o CPA 10, por sua vez, recebeu a fourragère da Cruz do Valor Militar, com azeitona amarela nas cores da Medalha Militar, devido a uma quarta palma obtida pelas missões cumpridas na faixa sahelo-saariana.
Em 2 de abril 2022, na cidade de Estrasburgo, seis dos sete regimentos da 2ª Brigada Blindada receberam a Cruz do Valor Militar por ações em combate na Operação Sangaris, na República Centro-Africana, entre 2013 e 2016.

### Lista de unidades condecoradas com afourragère
- 17e RGP, em 16 de abril de 2012;[44]
- 1er RCP, em 1º de junho de 2013;[49]
- 13e BCA, em 20 de junho de 2013;[50]
- 27e BCA, em 20 de junho de 2013;[51]
- CMA Grenoble-Chambéry-Annecy, em 20 de junho de 2013;[51]
- 2e REG, em 20 de junho de 2013;[52]
- 126e RI, em 26 de junho de 2013;
- 2e REP, em 11 de julho de 2013;
- 5e RHC, em 11 de julho de 2013;
- 13e RDP, em 29 de agosto de 2013;
- 21e RIMa, em 1º de setembro de 2013;
- 1er RPIMa, em 1º de setembro de 2013;
- EH 1/67 Pyrénées, em 16 de setembro de 2013;
- CPA no 10, em 16 de setembro de 2013;
- CPA no 20, em 16 de setembro de 2013;
- CPA no 30, em 16 de setembro de 2013;
- 8e RPIMa, em 1º de outubro de 2013;
- 1er RHP, em 1º de outubro de 2013;
- 1er RI, em 22 de novembro de 2013;
- Flottille 4F, em 20 de janeiro de 2014;
- Flottille 17F, em 20 de janeiro de 2014;
- HIA Percy, em 30 de abril de 2014;
- Comando Hubert, em 18 de junho de 2014;
- Comando Trépel, em 18 de junho de 2014;
- Esquadrão de Transporte 3/61 Poitou, em 17 de setembro de 2014;
- GIGN, em 17 de junho de 2015;
- Esquadrão de Caça 3/3 Ardennes, em 20 de setembro de 2018;
- 92e RI, em 2 de abril de 2022;[47][48]
- 16º Batalhão de Chasseurs à Pied, em 2 de abril de 2022;
- Regimento de Marcha do Chade, em 2 de abril de 2022;
- 12º Regimento Cuirassier, em 2 de abril de 2022;
- 501º Regimento de Carros de Combate, em 2 de abril de 2022;
- 40º Regimento de Artilharia, em 2 de abril de 2022.